# Denton (Teksas)
Denton je grad u američkoj saveznoj državi Teksas. Prema popisu stanovništva iz 2010. u njemu je živjelo 113.383 stanovnika.